# 415 Dywizja Strzelecka (ZSRR)
415 Dywizja Strzelecka (ros. 415-я стрелковая дивизия) – związek taktyczny Armii Czerwionej.
Sformowana w 1941 we Władywostoku, następnie przerzucona na zachód, aby bronić Moskwy przed niemieckim najeźdźcą. W późniejszych etapach wojny brała udział w walkach na Białorusi i w Polsce, wojnę zakończyła w Berlinie.
W czasie walk na ziemiach polskich wchodziła w skład 9 Gwardyjskiego Korpusu Strzeleckiego i walczyła m.in. w rejonie Człopy.